# Eparchia białocerkiewska
Eparchia białocerkiewska – jedna z eparchii Ukraińskiego Kościoła Prawosławnego Patriarchatu Moskiewskiego, z siedzibą w Białej Cerkwi. Jej obecnym ordynariuszem jest metropolita białocerkiewski i bogusławski Augustyn (Markiewicz), zaś funkcję katedry pełni sobór Przemienienia Pańskiego w Białej Cerkwi.

Eparchia białocerkiewska na tle podziału administracyjnego UKP PM

Eparchia została erygowana w 1994 poprzez wydzielenie z eparchii kijowskiej. Nawiązuje do tradycji eparchii jurjewskiej, wchodzącej w skład prawosławnej metropolii kijowskiej. Na jej terenie działało w tym momencie 110 parafii obsługiwanych przez 47 kapłanów. Pierwszym ordynariuszem eparchii został w 1998 biskup Serafin (Zaliznicki), którego w 2007 zastąpił Mitrofan (Jurczuk). W 2012 zwierzchnikiem eparchii został arcybiskup (od 2013 metropolita) Augustyn (Markiewicz).